# PEL P-40
PEL P-40 ime je za pisač kojeg je prozvodila hrvatska tvrtka PEL Varaždin.

## Tehnička svojstva
- Broj redova: 40
- Brzina: 40 znakova u sekundi
- Matrica: 5 x 7 (znakovi), 6 x 5 (grafika)
- Znakovlje: YU-ASCII (96 znakova), grafički znakovi za blok grafiku.
- Međuklop: paralelni Centronics, posebni za ZX Spectrum, posebni za Orao
- Veličina papira: širina 115mm
- Tinta: traka za pisaću mašinu 13mm x 5m
- Cijena: 120.000 dinara (bez poreza na promet, travanj 1986.)